# Sacapulas
Sacapulas è un comune del Guatemala facente parte del dipartimento di Quiché.